# Ring villamosvonal (Bécs)
A Ringlinie, vagyis a Ringen futó villamosvonal a bécsi villamoshálózat egyik fontos pályaszakasza, helyileg a város első kerületében található. A kör alakú pálya a Ringstraße valamint a Ferenc József rakpart mentén fut, hossza egyik irányba (belső körön) 5,2 km, másik irányba (külső körön) 5,4 km

## Jelenlegi viszonylatok
Jelenleg az alábbi viszonylatok érintik a pályaszakaszt:
| Viszonylat | Szakasz a Ringen    | Szakasz a Ringen         | Így közlekedik |
| ---------- | ------------------- | ------------------------ | -------------- |
| D          | Schwarzenbergplatz  | Börse                    | 1907 óta       |
| 1          | Kärntner Ring, Oper | Julius-Raab-Platz        | 2008 óta       |
| 2          | Schwedenplatz       | Stadiongasse (Parlament) | 2008 óta       |
| 71         | Schwarzenbergplatz  | Börse                    | 2012 óta       |
| városnéző  | Csak a Ringen jár   | Csak a Ringen jár        | 2009 óta       |

## Története

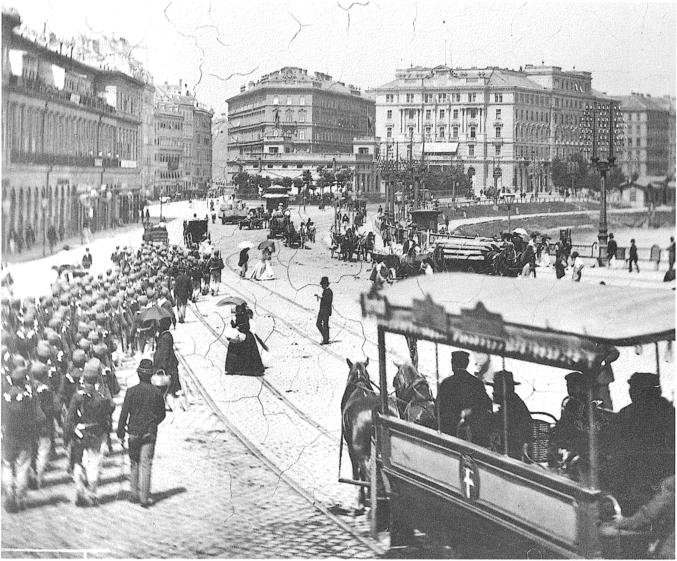
Lósavút a Ferenc József rakparton 1876-ban

A Ring a régi városfal lehullása után alakították ki 1857-től 1865-ig. Már a mai villamos első elődje, az 1865-ben megnyitott Dornbach és Schottentor között közlekedő lóvasút is érintette ezt az utcát, de a Ringlinie kiépítése csak kicsit később történt meg, 1868-ban a város második (ló)villamosvonalaként. Ennek útvonala Schottentortól indult, majd az Operaház érintésével tartott az Aspernplatzig (mai Julius-Raab-Platz). A kis kimaradt lyukat Schottenring és Schottentor között 1869-ben töltötték be, így véglegesen kialakult a körpálya. Az ekkor megnyitott szakasz ló vonatással üzemelt, mert a gőz vontatásos próbálkozások sikertelenek maradtak.  Az első próbálkozás a pályaszakasz villamosítására 1896-ban történt egy akkumulátoros motorkocsival, de végül ez a meghajtás sem vált be.
A mai 5-ös vonal lett elsőként villamosítva 1897-ben, és egy évvel később a Ring is átállt elektromos meghajtásra, 1903-ban pedig végleg megszűnt a szakaszon a lóval vontatás.

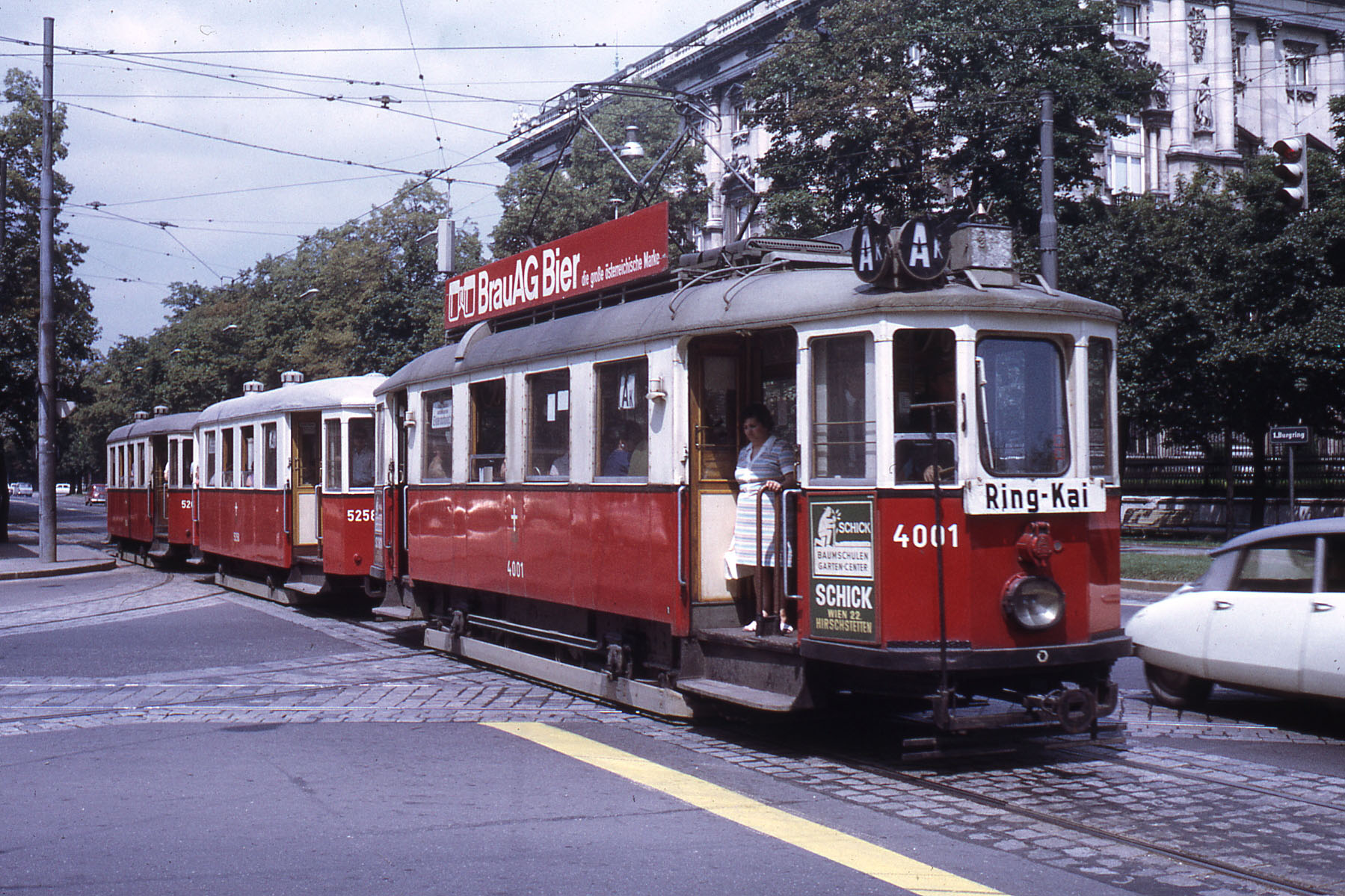
Ringlinie A_{K} Burgringnál, 1970

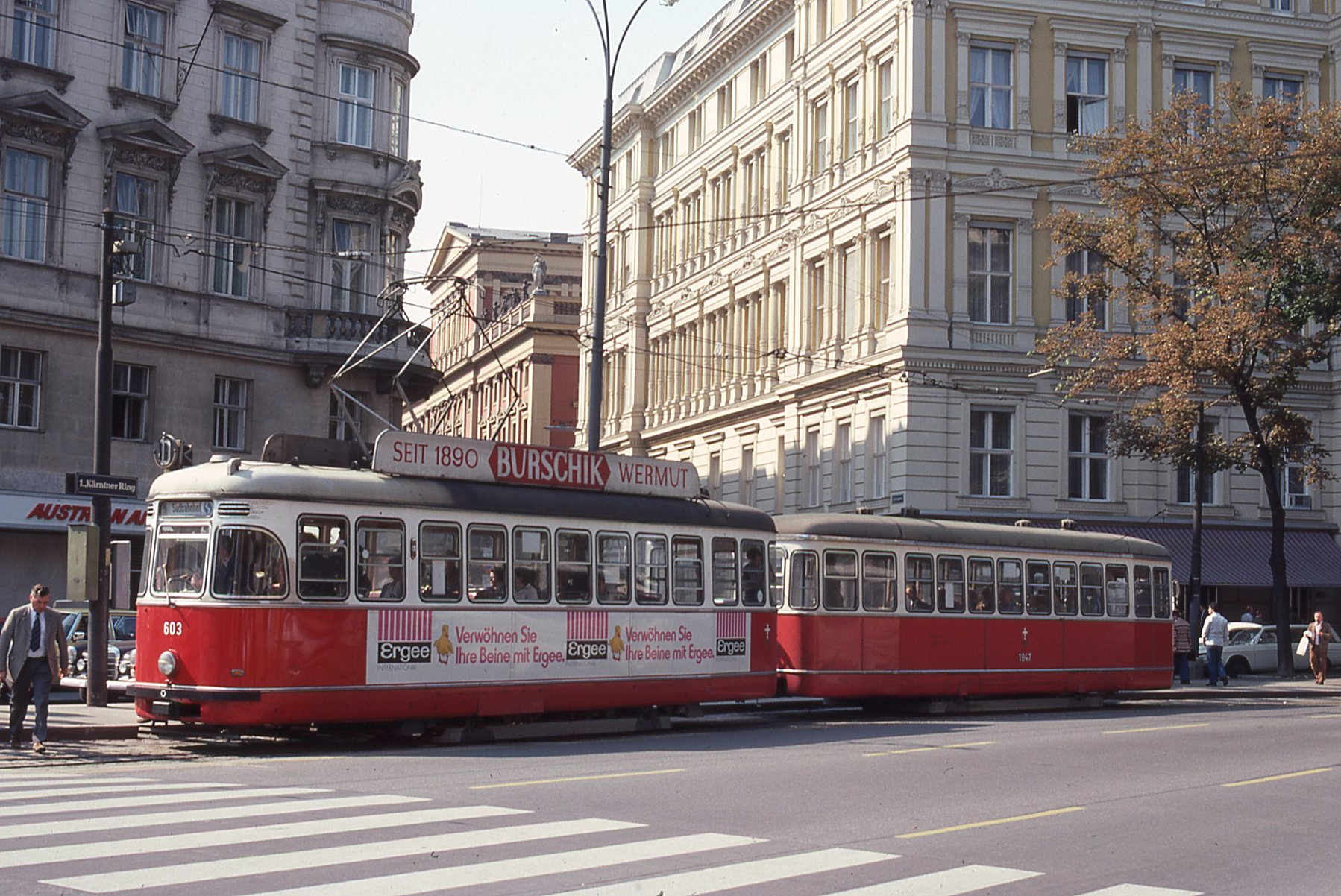
D járat Kärntner Ring 1976

Az elektromos villamosok a Ringen és közvetlen környezetében Ferenc József császár kívánságára a megszokott felsővezeték helyett alsóvezetékkel lettek kiépítve, így a Ringen kívül még a  Lastenstraße magasságáig, valamint a komplett belső Mariahilfer Straße is alsóvezetékkel jártak a villamosok. Az alsóvezetékes felépítés egy, a Siemens & Halske cég szabadalmából kifejlesztett megoldás tette lehetővé hasonló megoldás volt egyébként még  1887-ben Budapesten is használatban. A rendszer azonban nagy problémákkal szenvedett, mint a nehézkes karbantartása a bonyolult váltószerkezeteknek, valamint a téli üzem extrém nehézzé vált, így az első világháború alatt ezt a rendszert leépítették és 1915-ben hagyományos felsővezetékes üzemmel indult újra a forgalom.

A viszonylatok számozása is egyedileg alakult a Ringen. Az 1907-ben bevezetett rendszerben az Innere Stadton kívüli viszonylatok csak számjelzést kaptak, míg azok a viszonylatok amik részben érintették a Ringet is betűjelzést kaptak. Az idők folyamán „I“, „Q“, „X“ és „Y“ betűk kivételével minden fel is lett használva. A járatok, amik a küldő végállomásról először a Ringstraße-t érintették kaptak alsó indexbe egy R betű (Pl:. AR, BR), amik először a rakpartot egy K betűt (Pl: AK, BK). Ezen felül a Ringel párhuzamosan a Zweierlinien közlekedő viszonylatok 2-es számot kaptak indexbe (Pl: E2, G2, H2).
Az idő folyamán a Ringlinien belül, azaz a történelmi belvárosban a rövidebb fordítóvágányoktól eltekintve  csak egyszer épült villamosvonal. Ez az Opernringnél kezdődött majd Operngasse–Tegetthoffstraße útvonalon át Neuen Marktnál végződött 1907 és 1911 közlekedett itt a Z viszonylat Hietzing illetve Lainz felé, 1914 és 1942 között pedig az 58-as. A pályaszakaszt végül 1948-ban megszüntették.

## Két körjárat: a régi 1-es és 2-es
A bécsi Ringstraße és a Ferenc József Rakpart egy kör alkot a város közepén, és ezt a körpályát 1985 előtt csak különböző irányból érkező és áthaladó járatok használták. 1985 és 1986 között azonban létrejött a csak itt köröző két villamosjáratpár, az 1-es és  2-es. Ezek ugyanúgy csak egy nagy kört tettek meg a Ringen, azonban ellentétes irányba. Erre a körre érkeztek sugár irányból a különböző irányokból villamosjáratok, amiket ezt a két köröző járat kötött össze. A turisták által is kedvelt ironikus járatok a 2008-as közlekedési reformokig köröztek a Ringen.

## Közlekedési reformok 2008 óta

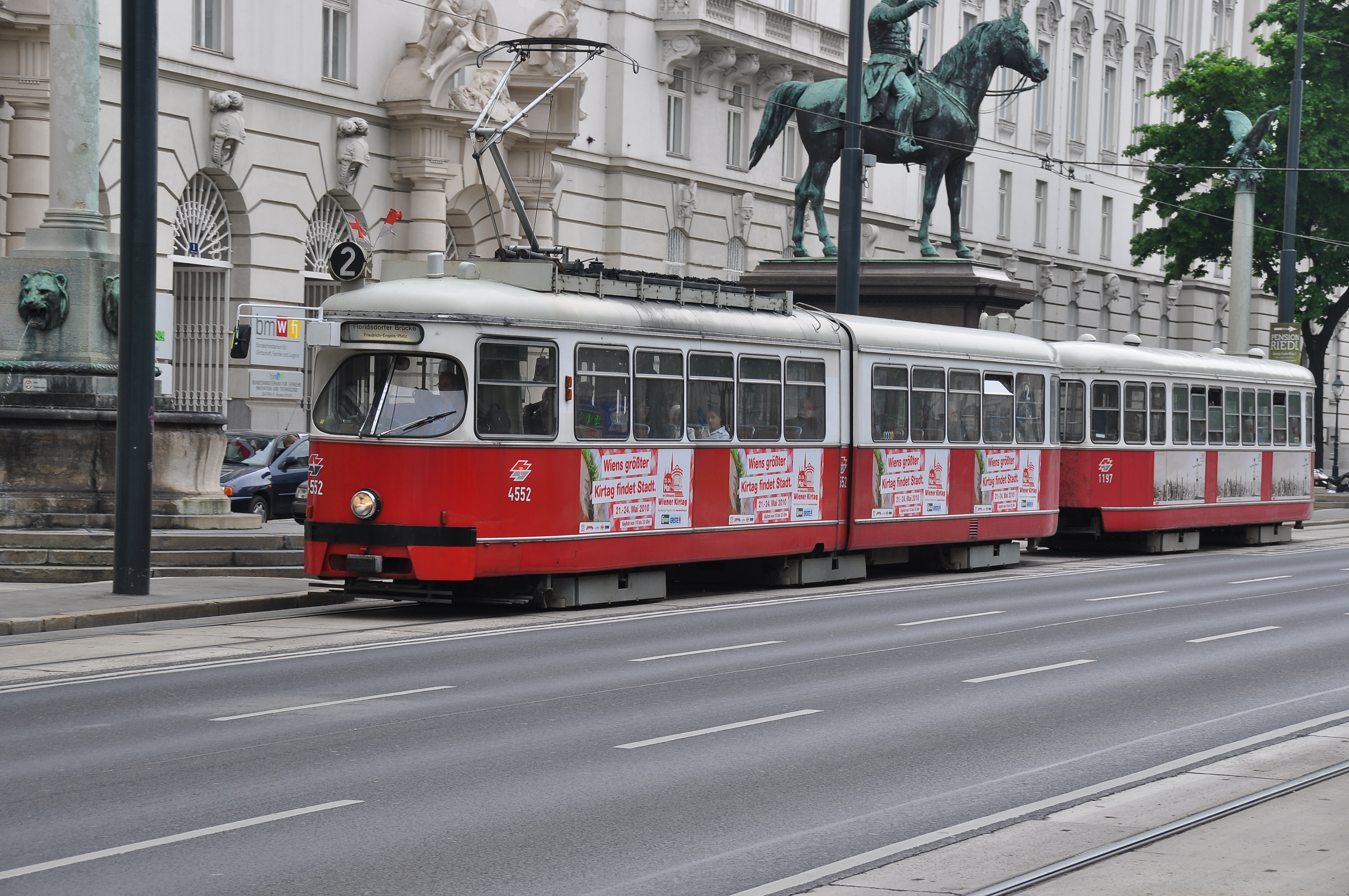
Az 1-es és a 2-es most is a Ringen járnak, de már nem körjáratként, hanem bekötik a környező városrészeket a belvárosba

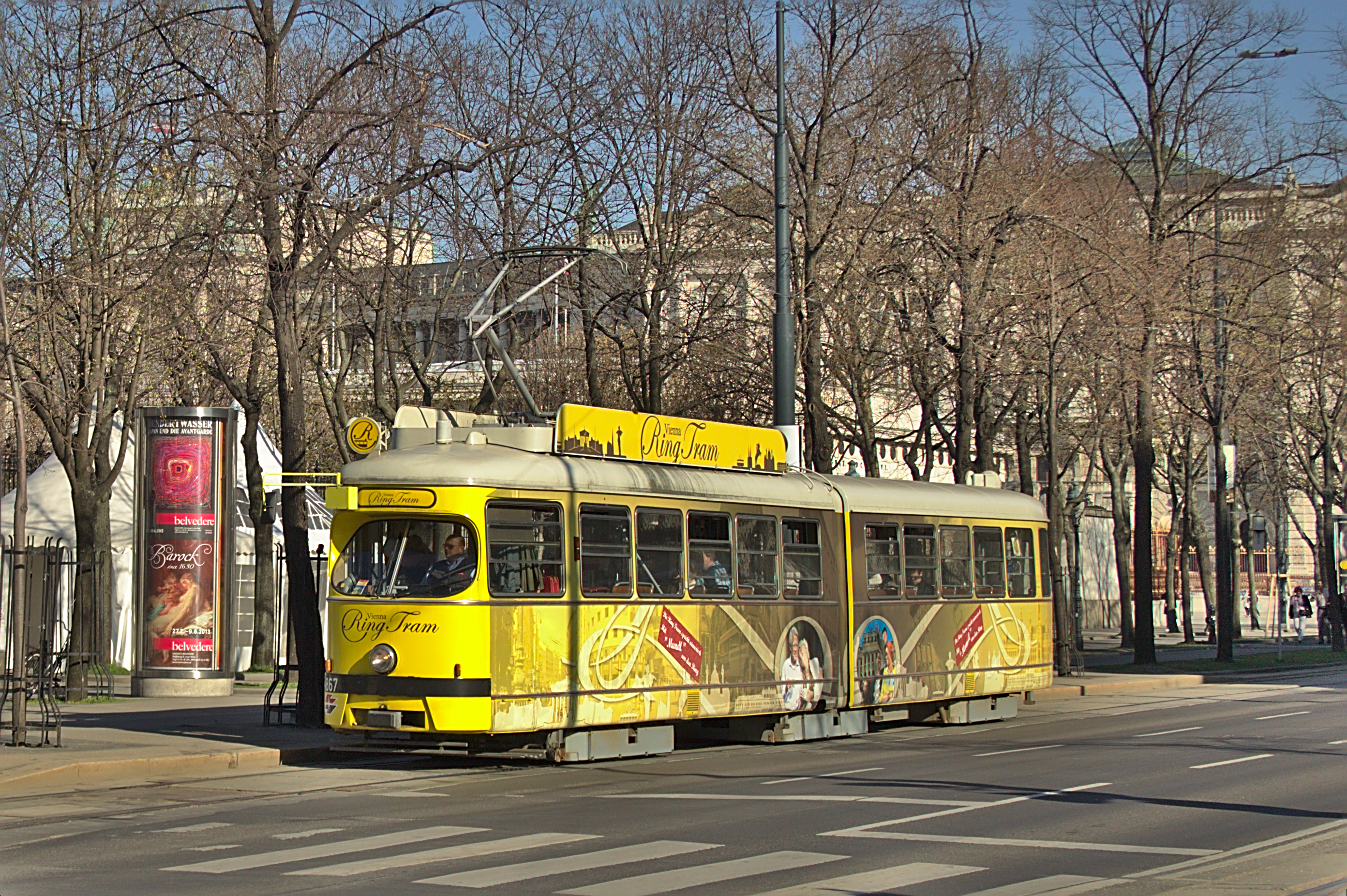
Városnéző villamos, útvonala a régi 1-esé

### Első fázis
A régi köröző 1-est és 2-est 2008-ban szervezték át, ami több vonal összevonását jelentette. A két köröző járatot megszüntették és egybeolvasztották korábbi sugár irányban érkező járatokkal. Az 1-est a korábbi, a délen lévő Stefan-Fadinger-Platzhoz közlekedő 65-össel és az N villamos Prater felé vezető részével kapcsolták össze. A 2-es villamost az N másik, Engels Frigyes térhez vezető részével, valamint az Ottakringhez menő J vonallal gyúrták egybe. Így az átszállási kapcsolatok javultak és a belváros nagyobb része lett átszállás nélkül elérhető a régi N, J és 65-ös vonalak mentén. Az új 1-es és 2-es villamosok 2008. október 26-án közlekedtek először új útvonalukon.

### Második fázis
A második fázis szerint a D villamos 3-as jelzést kapott volna, valamint a Kaiserebersdorf-ól jövő 71-es villamos a nyugati Ringen át a Tőzsdéig (Börse) lett volna meghosszabbítva és ő is új számot, 4-est kapott volna. A terveket demonstrálás miatt elvetették. Egyrészt a külső kerületek tiltakoztak a villamosvonalaik átszámozása ellen, másrészt a Ringen gyakori közlekedési fennakadások miatt a Simmering kerület tartott a 71-es villamos egyenetlen követésétől.
A tervek viszont nem vesztek el teljesen. A második átalakítási kört 2012. december 9-én vetették be. A viszonylatszámok megtartásával a 71-es mégis csak meghosszabbodott a Börseig, de a másik végállomását visszavágták, hogy ne legyen túl hosszú a vonal. Pont ezen a napon a D villamos is meg lett hosszabbítva az újonnan átadott Hauptbahnhofig változatlanul D jelzéssel.

### Vienna Ring Tram
Az átszervezések miatt 2008 óta nem volt lehetőség megszakítás nélkül körbeutazni a Ringen, ezért a turistáknak egy különdíjas városnéző villamost hoztak létre. A villamosok külön erre a pozícióra vannak felszerelve, a belsejében többnyelvű audiorendszert és monitorokat építettek be. Útvonala teljes egészében megegyezik a régi 1-es villamossal, a Vienna Ring Tram nevű városnéző járat 2009 óta közlekedik, E1-es típusokkal.

## Fordítás
- Ez a szócikk részben vagy egészben  a   Ringlinie (Wien) című német Wikipédia-szócikk fordításán alapul.  Az eredeti cikk szerkesztőit annak laptörténete sorolja fel. Ez a jelzés csupán a megfogalmazás eredetét és a szerzői jogokat jelzi, nem szolgál a cikkben szereplő információk forrásmegjelöléseként.

## Galéria

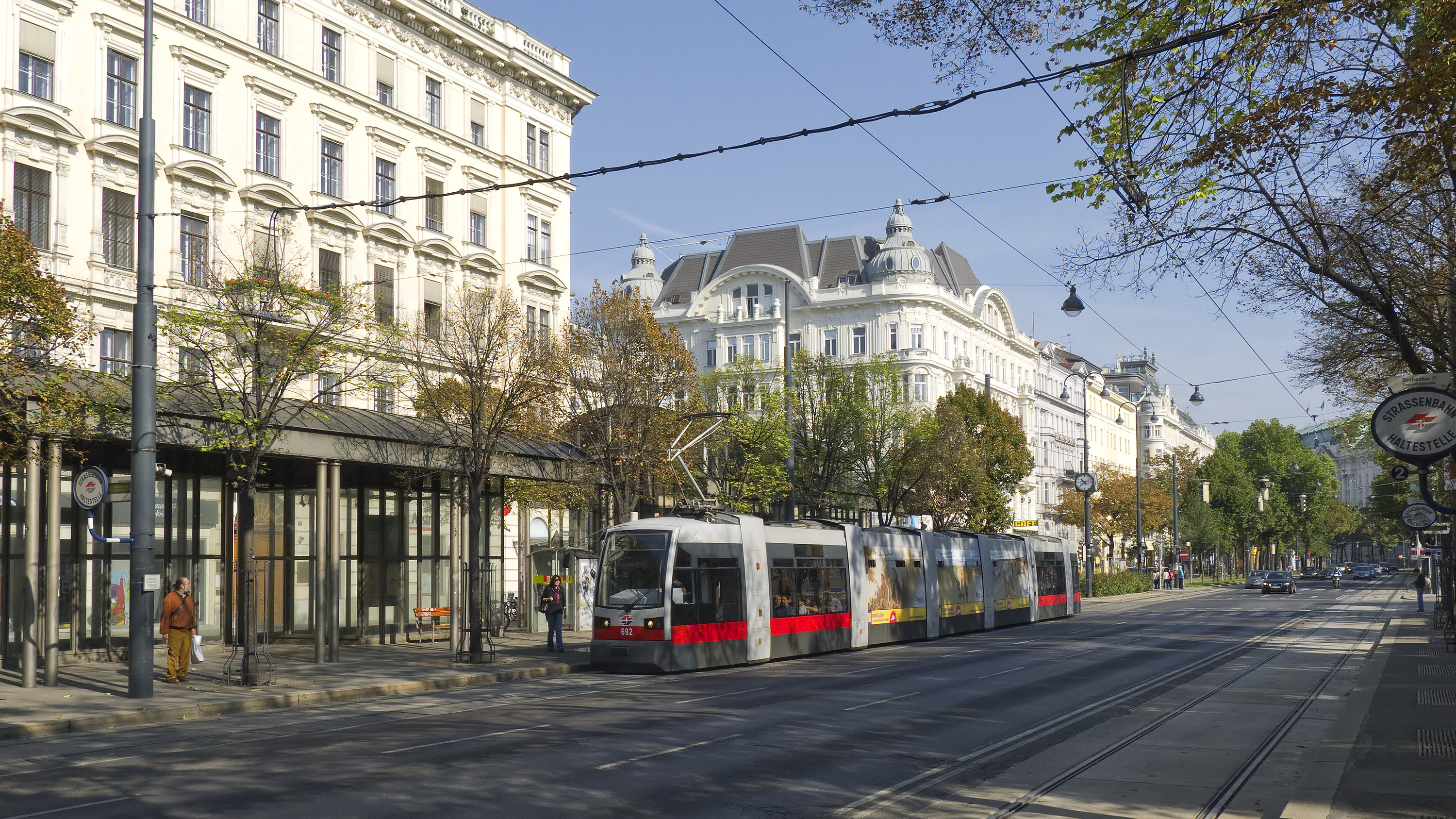
Stubentor
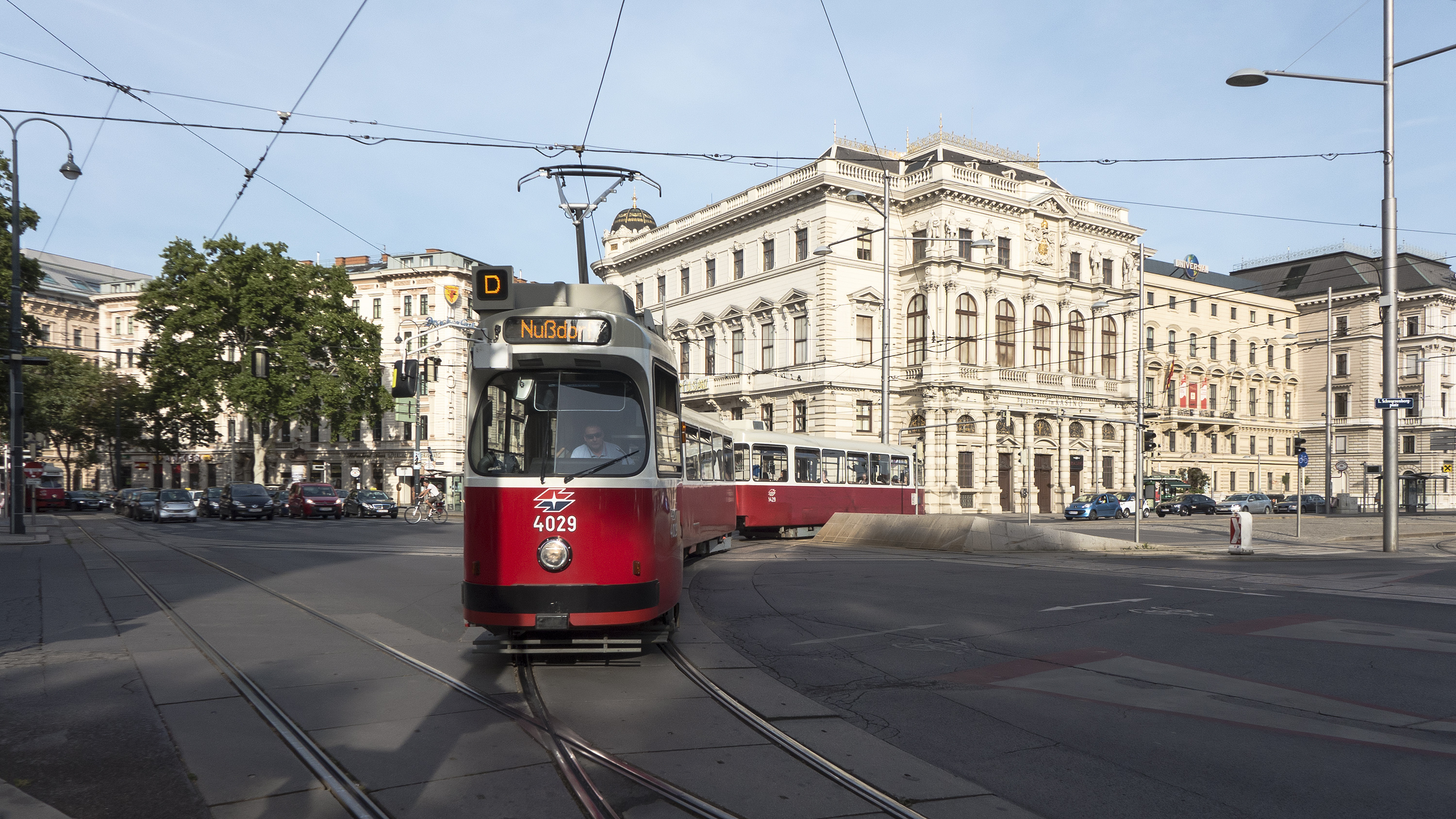
Schwarzenbergplatz
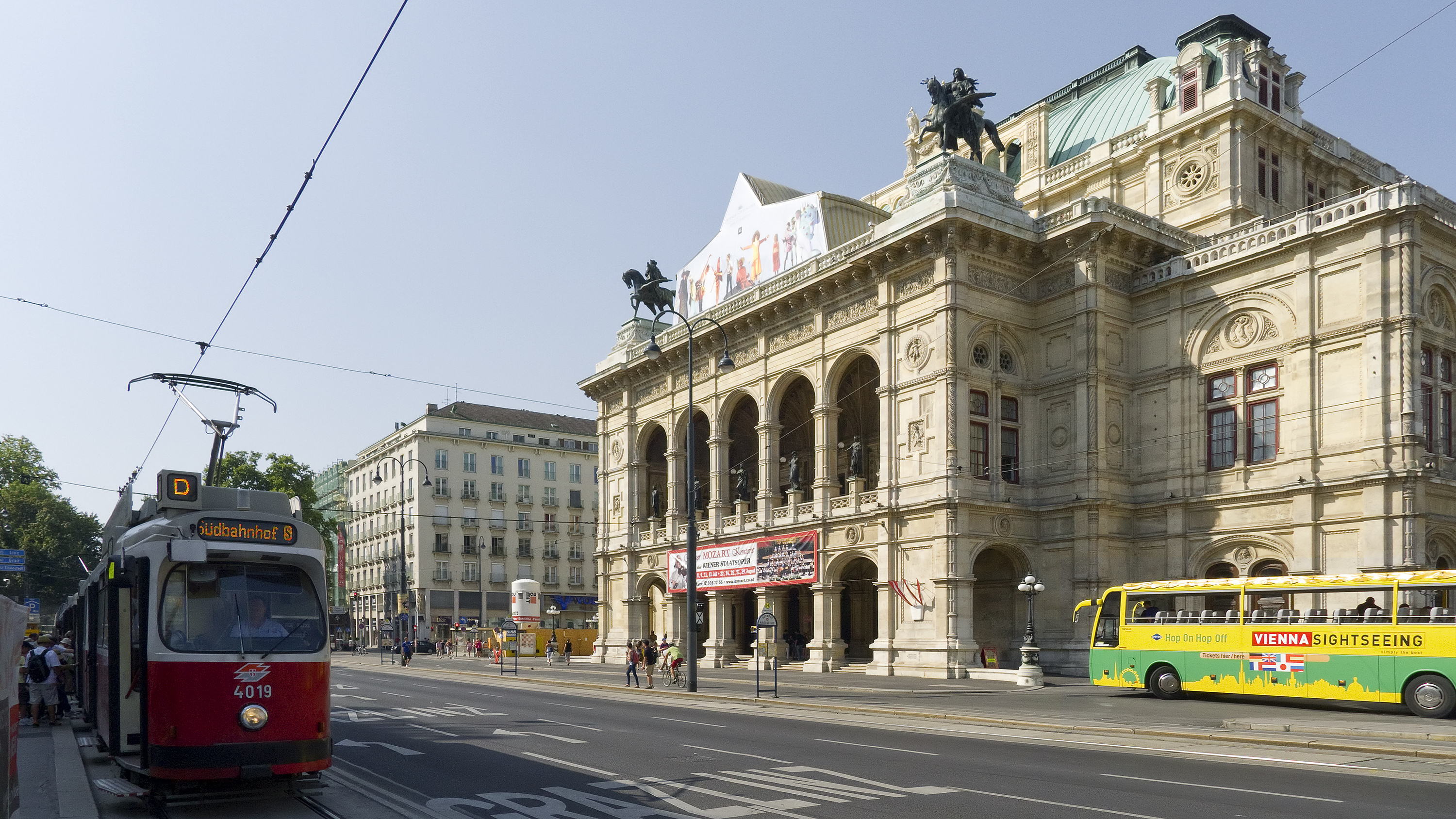
Kärntner Ring Staatsoper
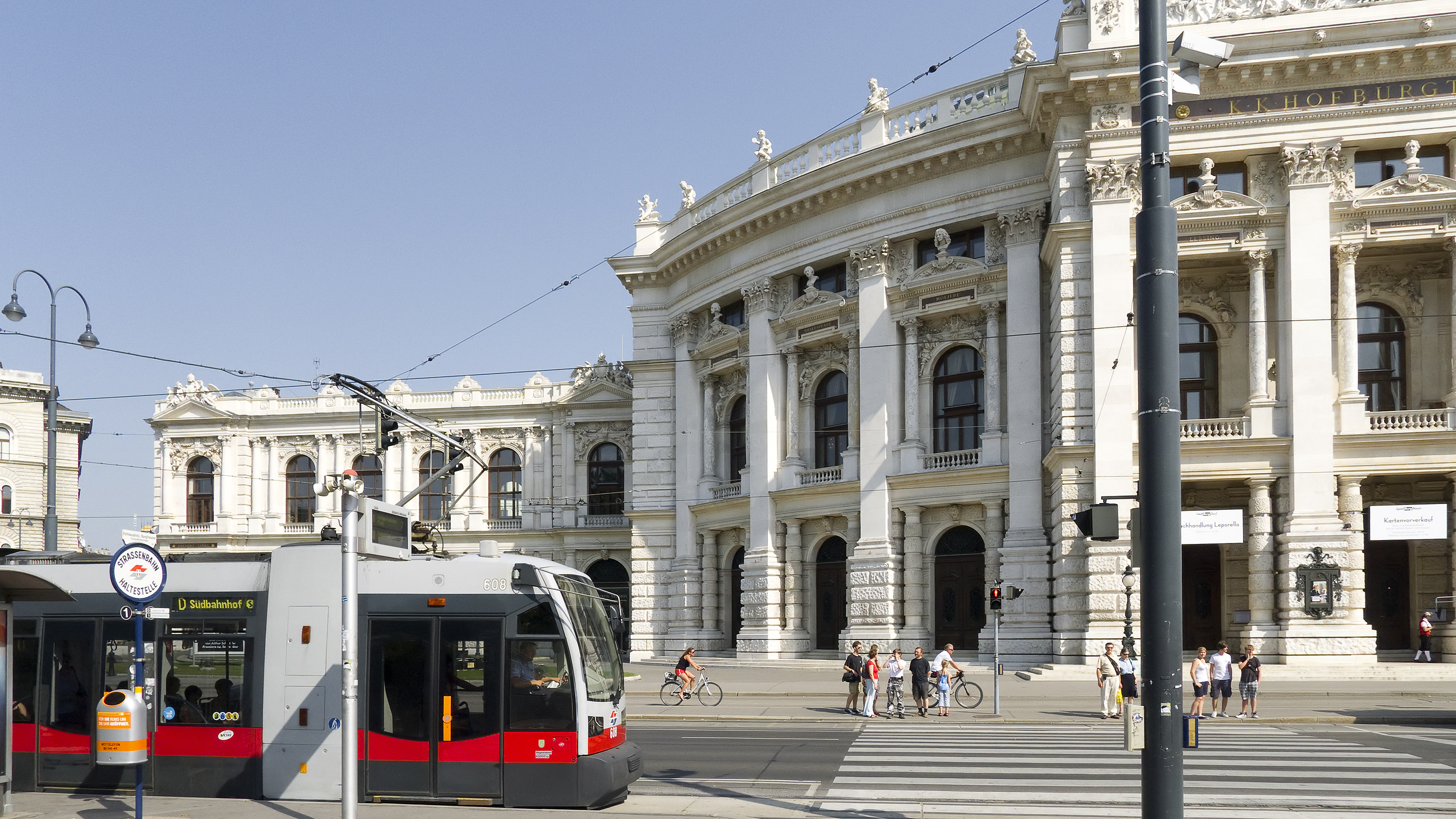
Rathausplatz Burgtheater
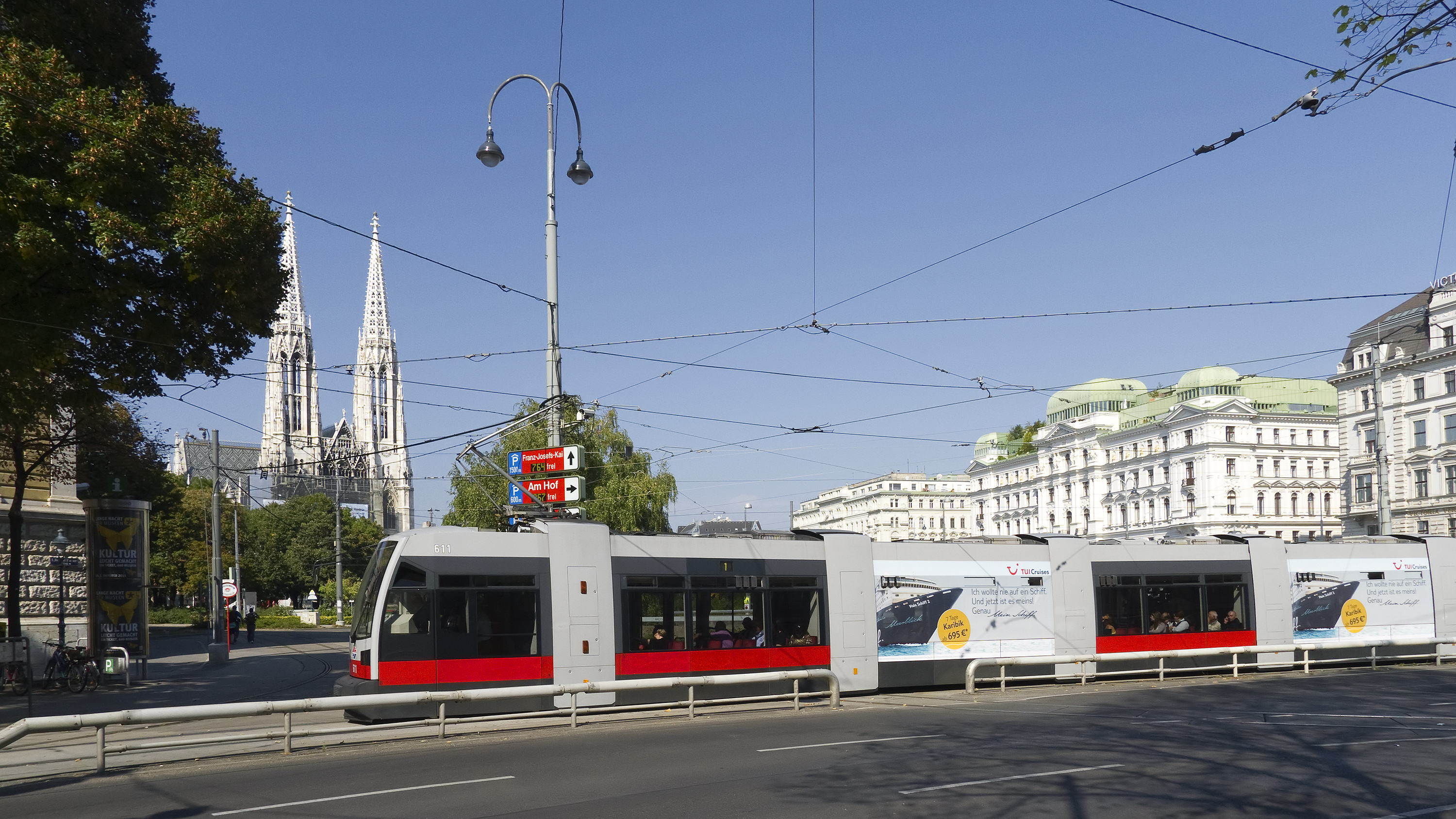
Schottentor Votivkirche
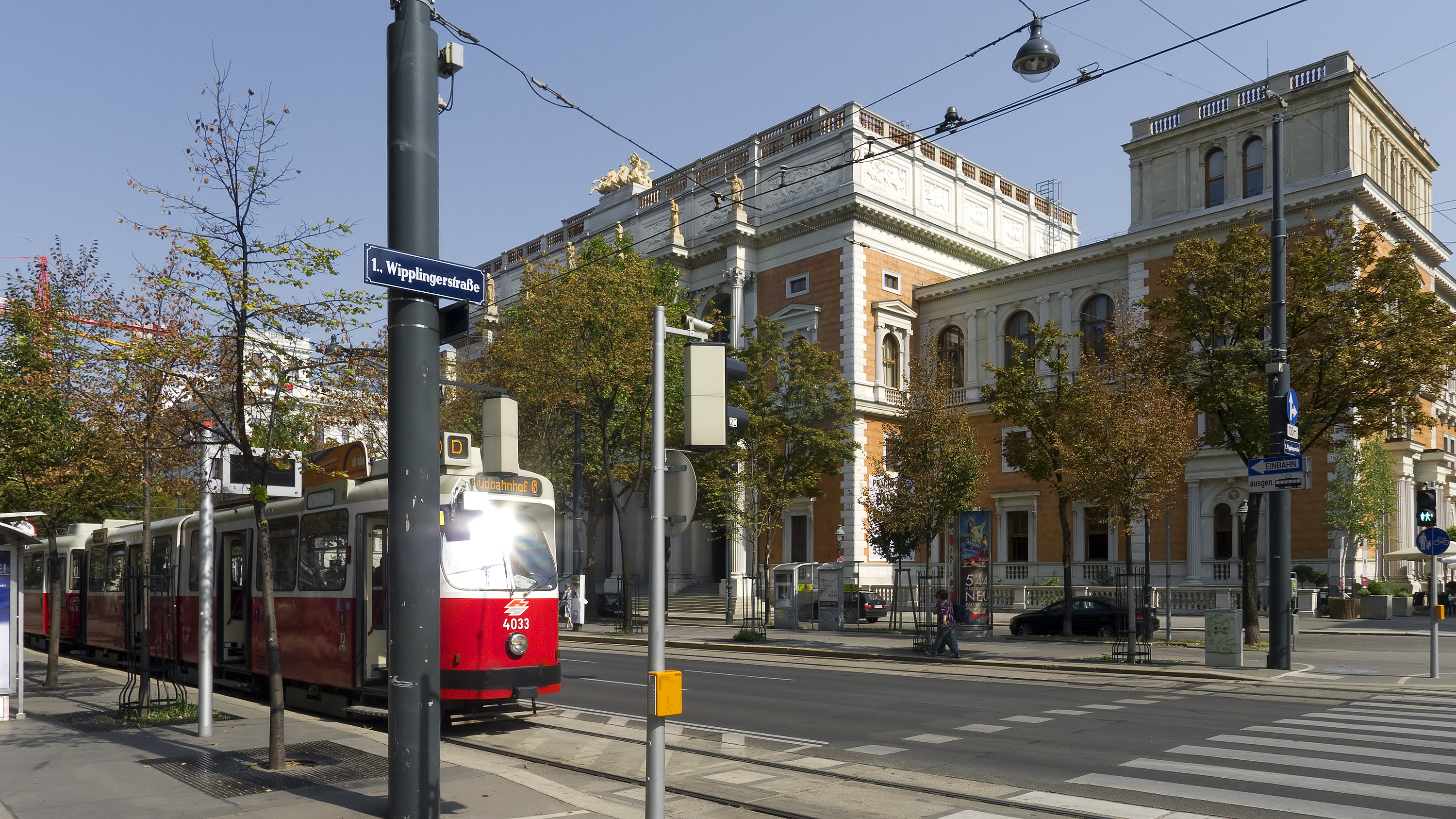
Börsegasse Wiener Börse
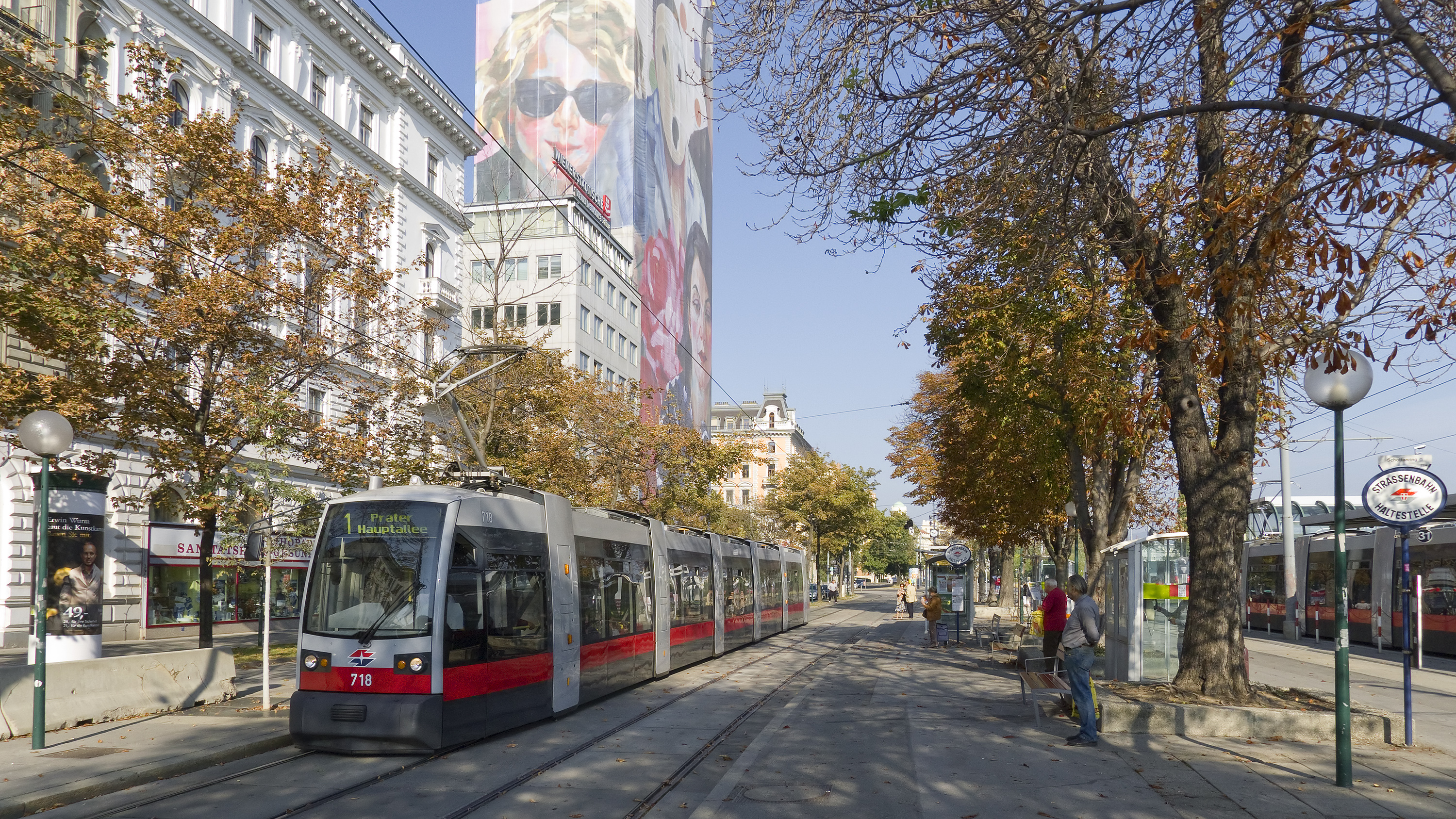
Schottenring Ringturm
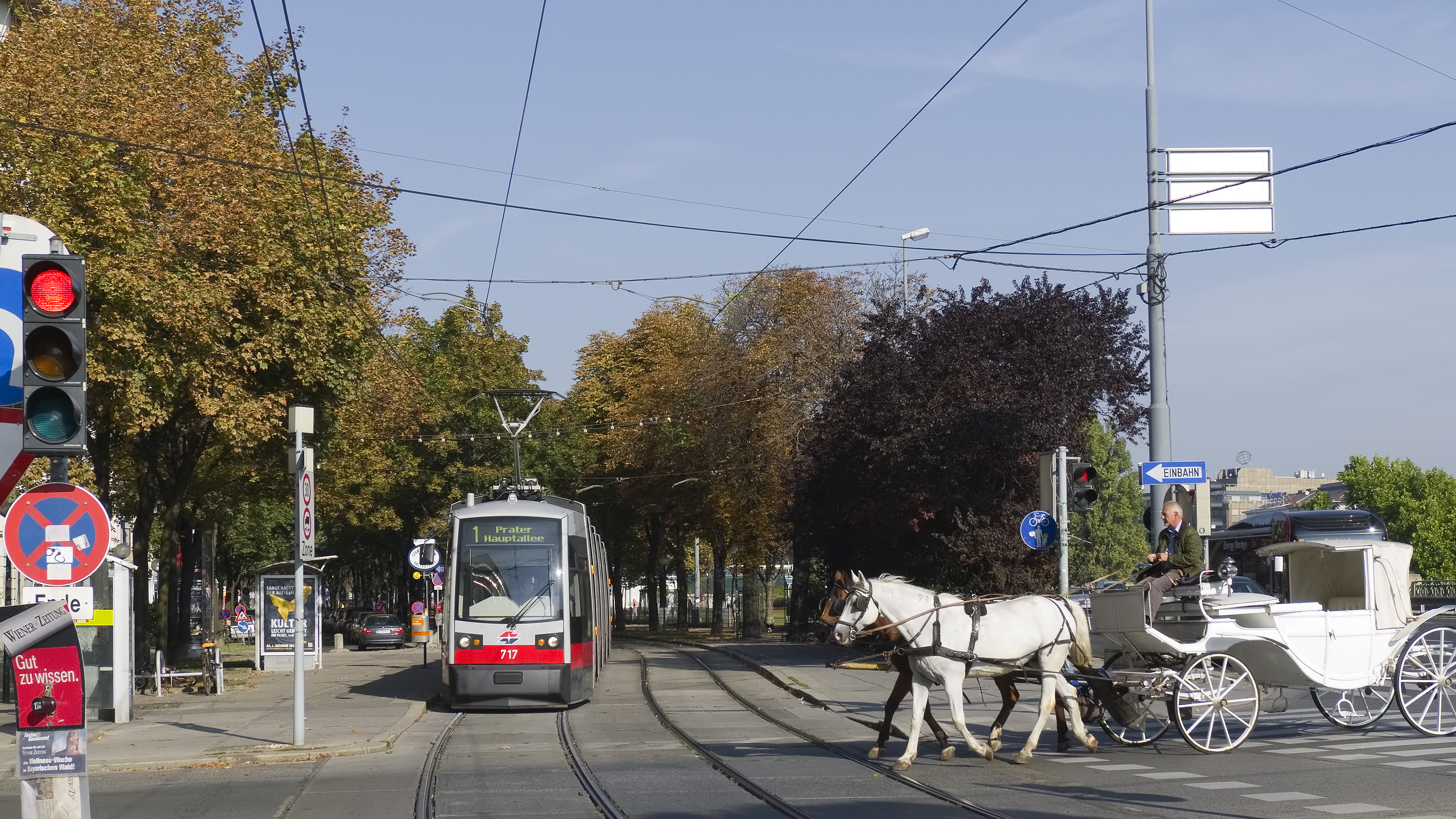
Salztorbrücke
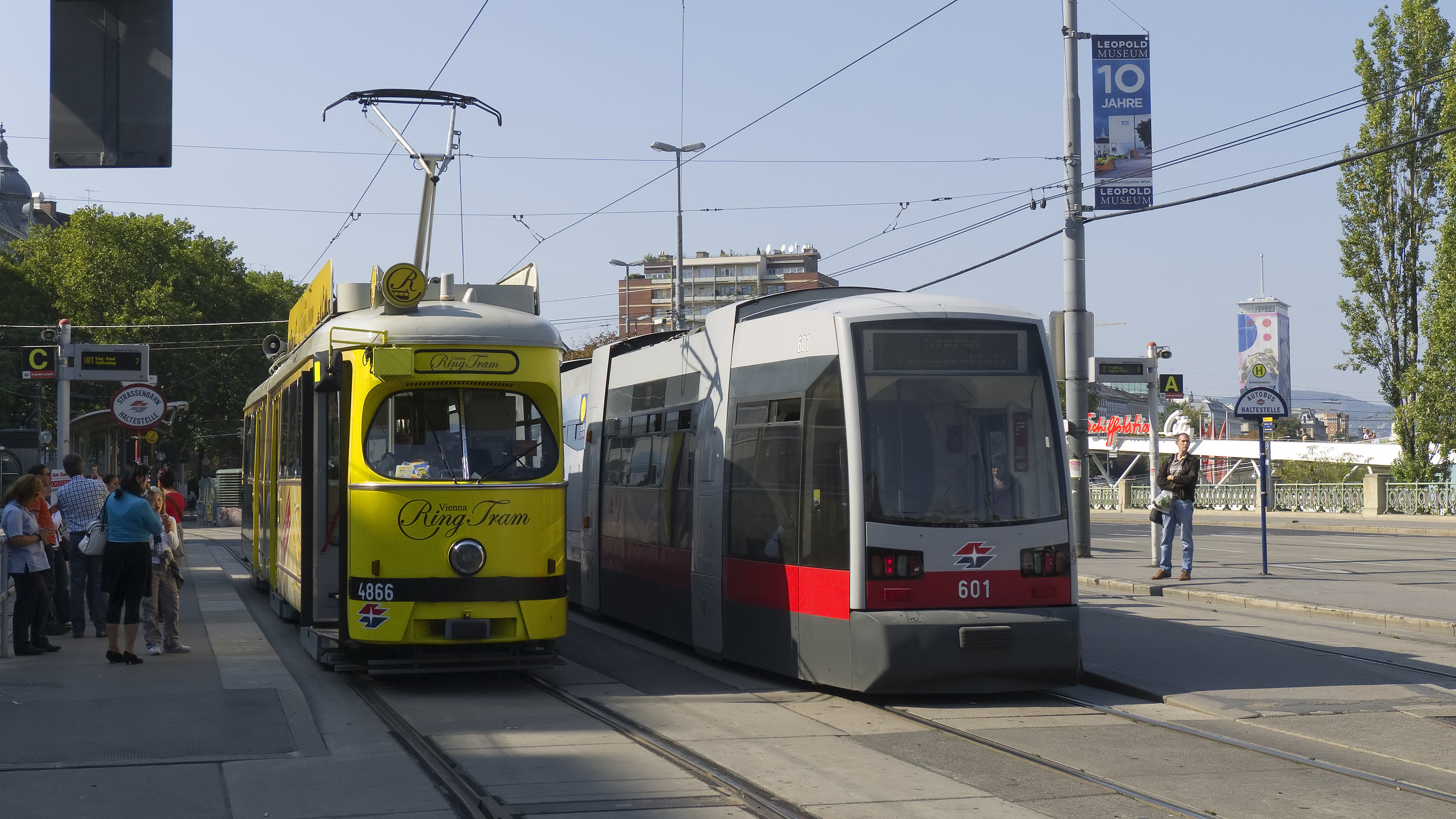
Schwedenplatz
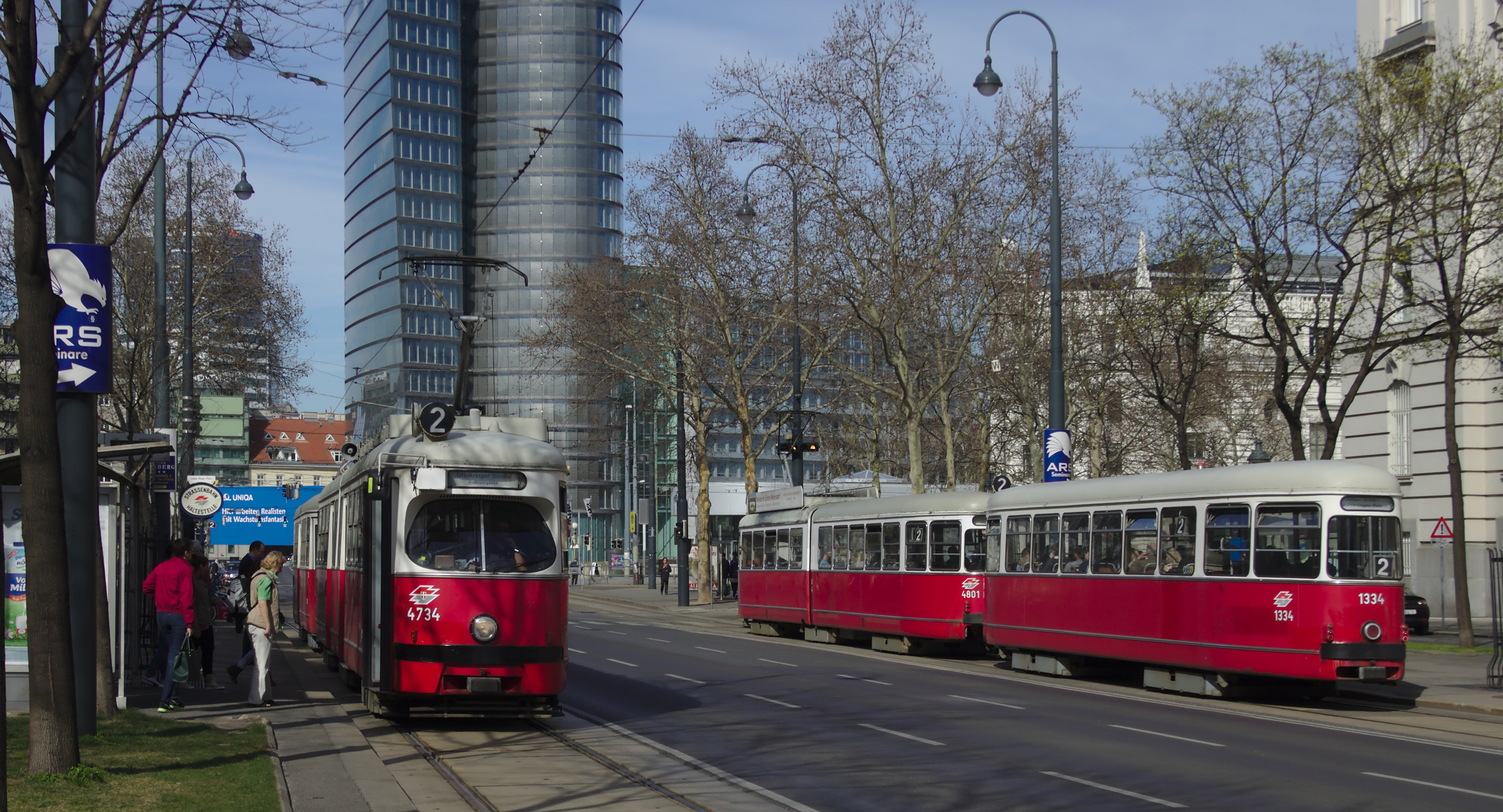
Julius-Raab-Platz Uniqa Tower